# Madrepora vitiae
Espèce
Madrepora vitiae est une espèce de coraux de la famille des Oculinidae.

## Taxonomie
Pour plusieurs sources, dont le World Register of Marine Species, ce taxon est invalide et lui préfèrent Madrepora oculata Linnaeus, 1758.

## Étymologie
Son nom spécifique, vitiae, fait référence à Viti, le nom du navire utilisé par le New Zealand Oceanographic Institute durant la première partie de l'expédition.

## Publication originale
- Squires & Keyes, 1967 : The Marine Fauna of New Zealand: Scleractinian corals. New Zealand Department of Scientific and Industrial Research, n. 185, pp. 1-55 (texte intégral) (en) [PDF].